# Quatro marcas da Igreja
As Quatro marcas da Igreja ou Quatro Características da Igreja são um grupo de quatro adjetivos considerados como características que descrevem as marcas distintivas da verdadeira
Igreja de Jesus Cristo, sendo elas — una, santa, católica e apostólica. Essa crença é partilhada pela Igreja Católica Romana, ortodoxas bizantinas, Igreja do Oriente, ortodoxas orientais, luteranas, anglicana, presbiterianas e demais do protestantismo histórico, que por vezes é chamado de Atributos da Igreja.
Estas características foram dogmatizadas pelo Credo niceno-constantinopolitano, em 381, que professa: "Creio na Igreja Una, Santa, Católica e Apostólica". Estas palavras foram usadas durante a Reforma Católica para distinguir a Igreja Católica das demais denominações surgidas da Reforma Protestante, consideradas como "falsas igrejas".

## História
Esta composição foi defendida por diversos Padres da Igreja nos três primeiros séculos do cristianismo. Uma referência a ela é encontrada nas epístolas de Santo Inácio de Antioquia, Bispo de Antioquia, por Eusébio de Cesareia, Santo Atanásio etc. O Primeiro Concílio de Niceia realizado em 325, que desenvolveu o Credo Niceno, cita a catolicidade da Igreja. Estas características foram dogmatizadas pelo Credo niceno-constantinopolitano, em 381: "Creio na Igreja Una, Santa, Católica e Apostólica".

## Quatro marcas

### Una
| “ | Acreditamos em um Deus.... Cremos em um só Senhor, Jesus Cristo...." | ” |
|   | — Credo niceno-constantinopolitano.                                  |   |

"Há um só Senhor, uma só fé, um só batismo. Há um só Deus e Pai de todos, que atua acima de todos, por todos e em todos”. (Ef 4:5-6). “Una” “descreve a unidade do Corpo de Cristo. Essas palavras do Credo falam dos seguidores de Jesus Cristo, unidos em sua crença em um só Deus, um só Senhor, no Cenáculo. No discurso final de Jesus com seus discípulos, na noite de sua prisão, ele orou três vezes pedindo que eles pudessem ser apenas "um" (Jo. 17:20-23). Ele reza para que os cristãos possuam unidade, afirmando que esta unidade irá fornecer a evidência mais convincente para o mundo que ele é o seu Salvador.

### Santa
A palavra "santa" significa a procura constante da Igreja pelo aperfeiçoamento e amadurecimento espiritual, uma vez que todos os cristãos foram «chamados a serem santos» (Romanos 1:7). Jesus fundou sua Igreja terrestre para continuar a sua obra redentora e santificadora do mundo, sendo a santidade da Igreja derivada da santidade de Cristo. Porém isto não implica que os membros da Igreja são livres do pecado.

### Católica
A palavra "católica" significa "universal", significando a universalidade da Igreja de Cristo e a característica mais importante da Nova Aliança. Refere-se ao fato da Igreja como Corpo de Cristo não se limita a um tempo, lugar, raça ou cultura, como ocorria com os judeus, único povo escolhido, na Antiga Aliança.
| “ | «Então Jesus veio para eles e disse: "Toda a autoridade no céu e na terra foi dada a mim. Portanto ide e fazei discípulos de todas as nações, batizando-os em nome do Pai, do Filho e do Espírito Santo e ensinando-os a obedecer tudo o que vos tenho ordenado. E eis que estou convosco todos os dias, até o fim dos tempos.» (Mateus 28:18–20) | ” |

A frase "todas as nações" implica universalidade, fazendo com que a Igreja de Cristo na Terra seja aberta a todas as pessoas, de ambos os sexos, de todas as nacionalidades.

### Apostólica
Esta característica descreve a origem da Igreja, e é compreendida de diferentes maneiras. O catolicismo acredita que o termo apostólica refere-se ao sacerdócio da Nova Aliança, a renovação do sacerdócio levítico da Antiga Aliança, cuja missão é proteger o rebanho de Cristo dos “lobos” que o ameaçam (Atos 20:29), e para que pudessem cumprir esta responsabilidade, Ele concedeu conjuntamente aos Apóstolos, reunidos como um Colégio, e ao seu sucessor, o Colégio Episcopal, a prerrogativa de “ligar e desligar a Terra ao Céu” (Mateus 18:18). "Ligar" e "Desligar" são dois termos técnicos da linguagem rabínica que significam “permitir” e “proibir”, “condenar” e “absolver”, entendido como o poder de admitir ou excluir membros da igreja (excomunhão) e definir a política da Igreja e os ensinamentos.
Grupos protestantes por sua vez professam a crença do sacerdócio universal, e crêem que o termo apostólica significa apenas a continuidade nos ensinamentos da Igreja feitos pelos apóstolos.